# Henri Sydler
Henri Sydler (* 1885 oder 1887; † 11. Dezember 1952) war ein Schweizer Fußballspieler.

## Karriere

### Vereine
Sydler gehörte dem FC Cantonal Neuchâtel an, der am 4. September 1906 als Fusionsergebnis des FC Vignoble mit dem FC Neuchâtel entstanden war.
Während der laufenden Saison 1906/07 wechselte er zum Freiburger FC, für den er in der vom Verband Süddeutscher Fußball-Vereine organisierten Meisterschaft in der regional höchsten Spielklasse, im Gau Oberrhein, einem von drei Gauen im Südkreis, Punktspiele bestritt. Aus dieser mit seiner Mannschaft als Sieger hervorgegangen, nahm er auch an der sich anschließenden Endrunde Südkreis teil, die ebenfalls gewonnen wurde und zur Teilnahme an der Endrunde um die Süddeutsche Meisterschaft berechtigte. Nachdem das Hin- und das Rückspiel des Halbfinales gegen den 1. Hanauer FC 1893 jeweils mit 1:0 am 14. und 21. April 1907 gewonnen wurde, erreichte der Freiburger FC das Finale. Beim 1. FC Nürnberg, dem Sieger des Ostkreises, der per Freilos ins Finale eingezogen war, wurde am 28. April ein 1:1-Unentschieden erzielt, das Rückspiel am 5. Mai wurde mit 3:1 gewonnen.
Als Teilnehmer an der Endrunde um die Deutsche Meisterschaft bestritt Sydler am 12. Mai in Nürnberg das mit 3:2 gewonnene Halbfinale gegen den VfB Leipzig und das am 19. Mai in Mannheim mit 3:1 gewonnene Finale gegen den BTuFC Viktoria 89.
In die Schweiz zurückgekehrt, spielte er von 1907 bis 1912 erneut für den FC Cantonal Neuchâtel in der Gruppe West der Serie A, der seinerzeit höchsten Spielklasse im Schweizer Fußball. Mit zwei zweiten Plätzen seiner letzten beiden Spielzeiten erzielte er mit seiner Mannschaft das jeweils beste Saisonergebnis, wobei in der vorletzten Saison ein Entscheidungsspiel gegen Servette Genf notwendig wurde.

### Nationalmannschaft
Sydler bestritt zwei Länderspiele für die Schweizer Nationalmannschaft – beide Male gegen die Nationalmannschaft Deutschlands. Bei seinem Debüt am 3. April 1910 in Basel verlor er mit 2:3 und am 5. Mai 1912 in St. Gallen mit 1:2.

## Erfolge
- Deutscher Meister 1907
- Süddeutscher Meister 1907
- Südkreismeister 1907
- Gaumeister Oberrhein 1907